# WWE Money in the Bank
WWE Money in the Bank este un pay-per-view (PPV) ce are loc în fiecare an în luna iunie. Money in the Bank a fost incorporat în pay per view-urile din WWE în 2010, înlocuind Night of Champions ca eveniment al luni iulie.

## Istoric

### 2010
Money in the Bank 2010 a avut loc pe data de 18 iulie 2010, evenimentul fiind gazduit de Sprint Center
din Kansas City, Missouri.
- Dark Match: Santino Marella l-a învins pe William Regal
  - Marella l-a acoperit pe Regal după o «The Cobra».
- Kane i-a învins pe Drew McIntyre, Cody Rhodes, Dolph Ziggler, Christian, Matt Hardy, The Big Show și Kofi Kingston într-un Money in the Bank Ladder Match câștigând SmackDown Money in the Bank
  - Kane a câștigat meciul după ce a desfăcut valiza.
- Alicia Fox a învins-o pe Eve Torres păstrându-și titlul WWE Divas Championship
  - Fox a numărat-o pe Eve după un «Axe Kick».
- The Hart Dynasty (David Hart Smith & Tyson Kidd) (însoțiți de Natalya) i-au învins pe The Usos (Jimmy Uso & Jey Uso) (înspțiți de Tamina Snuka) păstrându-și centurile Unificate la echipe.
  - Hart Smith l-a făcut pe Jey să cedeze cu un «Sharpshooter».
- Rey Mysterio l-a învins pe Jack Swagger păstrându-și titlul WWE World Heavyweight Championship
  - Mysterio l-a numărat pe Swagger după un «West Coast Pop».
- Kane l-a învins pe Rey Mysterio câștigând titlul WWE World Heavyweight Championship
  - Kane l-a numărat pe Mysterio după un «Tombstone Piledriver».
  - Kane și-a folosit valiza SmackDown Money in the Bank.
- Layla (însoțită de Michelle McCool) a învins-o pe Kelly Kelly (însoțită de Tiffany) păstrându-și titlul WWE Women's Championship
  - Layla a numărato pe Kelly cu un Roll up.
- The Miz i-a învins pe Chris Jericho, Edge, Ted DiBiase, Evan Bourne, John Morrison, Randy Orton și Mark Henry într-un Money in the Bank Ladder Match câștigând Raw Money in the Bank
  - Miz a câștigat meciul după ce a desfăcut valiza.
- Sheamus l-a învins pe John Cena într-un Steel Cage Match, păstrându-și titlul WWE Championship
  - Sheamus a câștigat după ce a ieșit din cușcă după o distracție a celor de la Nexus.
  - În timpul meciului, Cena i-a aplicat un «STF» lui Sheamus, iar acesta s-a predat, dar arbitrul nu a văzut.

### 2011
Money in the Bank 2011 a avut loc pe data de 17 iulie 2011, evenimentul fiind gazduit de Allstate Arena
din Rosemont, Illinois.
- Dark Match: Santino Marella & Vladimir Kozlov a-u învins campioni pe echipe The Nexus (David Otunga & Michael McGillicutty).
  - Marella l-a numărat pe McGillicutty după «The Cobra».
  - Campionatele pe echipe nu a-u fost puse în joc.
- Daniel Bryan i-a învins pe Heath Slater, Justin Gabriel, Wade Barrett, Sheamus, Cody Rhodes, Sin Cara și Kane într-un Money in the Bank Ladder Match câștigând SmackDown Money in the Bank
  - Bryan a câștigat meciul după ce a desfăcut valiza.
- Kelly Kelly (însoțită de Eve Torres) a învins-o pe Brie Bella (însoțită de Nikki Bella) păstrându-și titlul WWE Divas Championship
  - Kelly a numărat-o pe Brie după un «K2».
- Mark Henry l-a învins pe Big Show
  - Henry l-a numărat pe Show după un «World Strongest Slam» și douo «Big Splash».
  - După meci, Henry l-a atacat pe Show cu un scaun aplicândui un «Corner Slingshot Splash» și accidentândul (kayfabe)
- Alberto del Rio i-a învins pe Jack Swagger, The Miz, R-Truth, Alex Riley, Evan Bourne, Kofi Kingston și Rey Mysterio într-un Money in the Bank Ladder Match câștigând Raw Money in the Bank
  - Del Rio a câștigat meciul după ce a desfăcut valiza.
- Christian l-a învins pe Randy Orton prin descalificare câștigând titlul WWE World Heavyweight Championship
  - Orton a fost descalificat după un «Low Blow».
  - După meci, Orton i-a aplicat douo «RKO» pe masa comentatorilor.
  - Dacă Orton era descalificat sau arbitrul lua vreo decizie polemică, Christian câștiga titlul.
- CM Punk l-a învins pe John Cena câștigând titlul WWE Championship
  - Punk l-a numărat pe Cena după un «Go To Sleep».
  - În timpul meciului, Mr. McMahon și John Laurinaitis a-u intervenit reclamând sfârșitul meciului, dar Cena nu a acceptat.
  - În mod original, lupta a fost anulată după o rea conductă a lui Punk, dar McMahon a restaurat meciul la cererea lui Cena cu condiția că dacă Cena pierdea, era concediat.
  - Cu acest rezultat, Cena urma să fie concediat din WWE, dar noaptea următoare la Raw, Triple H a decis să îl mențină pe Cena și să îl concedieze pe Mr. McMahon.

### 2012
Money in the Bank 2012 a avut loc pe data de 15 iulie 2012, evenimentul fiind gazduit de US Airways Center
din Phoenix, Arizona.
- Dark Match: Kofi Kingston & R-Truth ia-u învins pe Hunico & Camacho.
  - R-Truth l-a numărat pe Camacho după un «Lie Detector».
- Dolph Ziggler i-a învins pe Damien Sandow, Cody Rhodes, Tensai, Sin Cara, Tyson Kidd, Santino Marella și Christian într-un Money in the Bank Ladder Match câștigând World Heavyweight Championship Money in the Bank
  - Ziggler a câștigat meciul după ce a desfăcut valiza.
- Primo & Epico (cu Rosa Mendes) i-a învins pe The Prime Time Players (Titus O'Neil & Darren Young) (cu A.W.)
  - Primo l-a numărat pe Young după un «Inside Cradle».
- CM Punk l-a învins pe Daniel Bryan (cu AJ Lee arbitră specială) într-un No Disqualification Match păstrându-și titlul WWE Championship
  - Punk l-a numărat pe Bryan după un «Back Suplex» de pe a treia coardă pe o masă.
- Ryback i-a învins pe Curt Hawkins & Tyler Reks
  - Ryback l-a numărat pe Reks după un «Shell Shocked».
- Layla, Kaitlyn & Tamina Snuka le-a învins pe Beth Phoenix, Natalya & Eve Torres
  - Layla a numărato pe Phoenix după un «Superkick» a lui Tamina și un «Lay-Out».
- John Cena i-a învins pe The Miz, Chris Jericho, Big Show și Kane într-un Money in the Bank Ladder Match câștigând WWE Championship Money in the Bank
  - Cena a câștigat meciul după ce cârligul s-a rupt după ce l-a lovit cu acesta pe Show și valiza ia rămas în mână.
  - Vickie Guerrero a anunțat că pentru aceșt meci putea să participe decăt foști campioni WWE, alegând ia participanți.

### 2013
Money in the Bank 2013 a avut loc pe data de 14 iulie 2013, evenimentul fiind gazduit de Wells Fargo Center
din Philadelphia, Pennsylvania.
- Kick-Off: The Shield (Seth Rollins & Roman Reigns) ia-u învins pe The Usos (Jey Uso & Jimmy Uso) păstrându-și titlurile WWE Tag Team Championship.
  - R-Truth l-a numărat pe Camacho după un «Lie Detector».
- Damien Sandow i-a învins pe Wade Barrett, Cody Rhodes, Dean Ambrose, Fandango, Jack Swagger și Antonio Cesaro într-un Money in the Bank Ladder Match câștigând World Heavyweight Championship Money in the Bank
  - Sandow a câștigat meciul după ce a desfăcut valiza.
- Curtis Axel (însoțit de Paul Heyman) l-a învins pe The Miz păstrându-și titlul WWE Intercontinental Championship
  - Axel l-a numărat pe Miz după un «Turning Heads».
- AJ Lee (însoțită de Big E Langston) a învins-o pe Kaitlyn (însoțită de Layla) păstrându-și titlul WWE Divas Championship
  - AJ a făcuto pe Kaitlyn să cedeze cu o «Black Widow».
- Ryback i-a învins pe Chris Jericho 
  - Ryback l-a numărat pe Jericho cu un «Roll-up».
- Alberto del Rio l-a învins pe Dolph Ziggler prin descalificare păstrându-și titlul WWE World Heavyweight Championship
  - Ziggler a fost descalificat după ce AJ Lee l-a lovit pe Del Rio cu centura Divelor.
- John Cena l-a învins pe Mark Henry păstrându-și titlul WWE Championship
  - Cena l-a făcut pe Henry să cedeze cu un «STF».
- Randy Orton i-a învins pe Sheamus, CM Punk, Daniel Bryan, Rob Van Dam și Christian într-un Money in the Bank Ladder Match câștigând Money in the Bank All-Stars
  - Orton a câștigat meciul după ce a desfăcut valiza.
  - În timpul meciului, Heyman l-a atacat pe Punk când se pregătea să desfacă valiza.

### 2014
Money in the Bank 2014 a avut loc pe data de 29 iunie 2014, evenimentul fiind gazduit de TD Garden
din Boston, Massachusetts.
- Kick-Off: The Usos (Jey Uso & Jimmy Uso) ia-u învins pe The Wyatt Family (Luke Harper & Erick Rowan) păstrându-și titlurile WWE Tag Team Championship.
  - Jey l-a numărat pe Rowan după un «Samoan Splash».
- Paige a învins-o pe Naomi (însoțită de Cameron) păstrându-și titlul WWE Divas Championship
  - Paige a numărat-o pe Naomi dupa un 《Rampaige》
- Adam Rose l-a învins pe Damien Sandow 
  - Rose l-a numărat pe Sandow după un «Party Foul».
- Seth Rollins i-a învins pe Kofi Kingston, Jack Swagger, Dolph Ziggler, Rob Van Dam și Dean Ambrose într-un Money in the Bank Ladder Match câștigând WWE World Heavyweight Championship Money in the Bank
  - Rollins a câștigat meciul după ce a desfăcut valiza.
- Gold & Stardust i-au învins pe RybAxel (Ryback & Curtis Axel)
  - Stardust l-a numărat pe Axel cu un «Roll-up».
- Rusev (însoțit de Lana) l-a învins pe Big E 
  - Rusev l-a făcut pe Big E să cedeze cu «The Accolade».
- Layla a învins-o pe Summer Rae (cu Fandango arbitru special)
  - Layla a numărat-o pe Rae după un «Bombshell».
- John Cena i-a învins pe Kane, Randy Orton, Roman Reigns, Alberto del Rio, Sheamus, Bray Wyatt și Cesaro într-un Money in the Bank Ladder Match câștigând vacantul Campionatul Mondial WWE
  - Cena a câștigat meciul după ce a desfăcut centurile.
  - În mod original, meciul trebuia să fie un ladder match pentru valiză dar campionul Bryan sa accidentat fiind nevoit să lase centura vacantă și meciul sa folosit pentru a numi noul campion.

### 2015
Money in the Bank 2015 a avut loc pe data de 14 iunie 2015, evenimentul fiind gazduit de Nationwide Arena
din Columbus, Ohio.
- Kick-Off: R-Truth l-a învins pe King Barrett
  - Truth l-a numărat pe Barrett după un «Crucifix Pin».
- Sheamus i-a învins pe Neville, Roman Reigns, Randy Orton, Kofi Kingston, Kane și Dolph Ziggler într-un Money in the Bank Ladder Match câștigând WWE World Heavyweight Championship Money in the Bank
  - Sheamus a câștigat meciul după ce a desfăcut valiza.
  - În timpul meciului, Big E și Xavier Woods a-u intervenit în favoarea lui Kingston.
  - În timpul meciului, Bray Wyatt l-a atacat pe Reigns când se pregătea să ia valiza.
- Nikki Bella a învins-o pe Paige păstrându-și titlul WWE Divas Championship
  - Nikki a numărato pe Paige după un «Rack Attack».
- The Big Show a învins Campionul Intercontinental Ryback prin descalificare
  - Ryback a fost descalificat după ce Miz l-a atacat pe Show
- Campionul Statelor Unite John Cena a învins Campionul NXT Kevin Owens
  - Cena l-a numărat pe Owens după un «Attitude Adjustment».
  - După meci, Owens i-a aplicat lui Cena un «Pop-up Powerbomb» pe marginea ringului.
- The Prime Time Players (Titus O'Neil & Darren Young) i-au învins pe The New Day (Big E & Xavier Woods) câștigând titlurile WWE Tag Team Championship
  - O'Neil l-a numărat pe Woods după un «Million Dollar Slam».
- Seth Rollins l-a învins pe Dean Ambrose într-un Ladder Match păstrându-și Campionatul Mondial WWE
  - Ambrose și Rollins a-u căzut în același timp cu titlul dar Rollins a fost primu care a reușit să pună mâna pe titlu.
  - După meci, Triple H a sărbătorit alături de Rollins.

### 2016
Money in the Bank 2016 a avut loc pe data de 19 iunie 2016, evenimentul fiind gazduit de T-Mobile Arena
din Paradise, Nevada.
- Kick-Off: The Golden Truth (Goldust & R-Truth) i-au învins pe Breezango (Tyler Breeze & Fandango)
  - Goldust l-a numărat pe Fandango după un «Final Cut».
- Kick-Off: The Lucha Dragons (Kalisto & Sin Cara) i-au învins pe The Dudley Boyz (Bubba Ray & D-Von)
  - Sin Cara l-a numărat pe Bubba Ray după un «Dragon Bomb».
- The New Day (Big E & Kofi Kingston) i-au învins pe Enzo Amore & Big Cass, The Club (Karl Anderson & Luke Gallows) y a The Vaudevillains (Aiden English & Simon Gotch) păstrându-și titlurile WWE Tag Team Championship
  - Big E l-a numărat pe English după un «Magic Killer» a lui The Club.
- Baron Corbin l-a învins pe Dolph Ziggler
  - Corbin l-a numărat pe Ziggler după un «End of Days».
- Charlotte și Dana Brooke le-au învins pe Natalya și Becky Lynch
  - Charlotte a numărato pe Natalya după un «Natural Selection».
- Apollo Crews l-a învins pe Sheamus
  - Crews l-a numărat pe Sheamus cu un «Roll-up».
- AJ Styles l-a învins pe John Cena
  - Styles l-a numărat pe Cena după un «Magic Killer» a lui The Club.
- Dean Ambrose i-a învins pe Sami Zayn, Cesaro, Chris Jericho, Kevin Owens și Alberto del Rio într-un Money in the Bank Ladder Match câștigând WWE World Heavyweight Championship Money in the Bank
  - Ambrose a câștigat meciul după ce a desfăcut valiza.
- Rusev (cu Lana) l-a învins pe Titus O'Neil păstrându-și titlul WWE United States Championship
  - Rusev l-a făcut pe Titus să cedeze cu «The Accolade».
- Seth Rollins l-a învins pe Roman Reigns câștigând Campionatul Mondial WWE
  - Rollins l-a numărat pe Reigns după un «Pedigree».
  - După meci, Ambrose l-a atacat pe Rollins cu valiza.
- Dean Ambrose l-a învins pe Seth Rollins câștigând Campionatul Mondial WWE
  - Ambrose l-a numărat pe Rollins după un «Dirty Deeds».
  - Ambrose și-a folosit valiza Money in the Bank.

### 2017
Money in the Bank 2017 a avut loc pe data de 18 iunie 2017, evenimentul fiind gazduit de Scottrade Center
din St. Louis, Missouri.
- Kick-Off: The Hype Bros (Zack Ryder & Mojo Rawley) i-au învins pe The Colons (Primo & Epico) (8:30)
  - Ryder l-a numărat pe Primo după un «Hype Ryder».
- Carmella le-a învins pe Natalya, Tamina, Charlotte Flair și Becky Lynch într-un Women's Money in the Bank Ladder Match câștigând SmackDown Women's Championship Money in the Bank (13:20)
  - Carmella a câștigat meciul după ce Ellsworth a desfăcut valiza și ia dato.
- The New Day (Big E & Kofi Kingston) a învins Campioni pe echipe din SmackDown The Usos (Jimmy & Jey Uso) prin count out (12:00)
  - The Usos nu a-u vrut să întoarcă în ring până la 10.
- Naomi a învins-o pe Lana păstrându-și titlul SmackDown Women's Championship (7:30)
  - Naomi a făcuto pe Lana să cedeze cu un "Slay-O-Mission".
- Jinder Mahal (însoțit de The Singh Brothers) l-a învins pe Randy Orton păstrându-și titlul WWE Championship (20:50)
  - Mahal l-a numărat pe Orton după un "Khallas".
  - În timpul meciului, The Singh Brothers a-u intervenit în favoarea lui Mahal.
- Breezango (Tyler Breeze y Fandango) i-au învins pe The Ascension (Konnor y Viktor) (3:50)
  - Fandango l-a numărat pe Viktor cu un "Roll-up".
- Baron Corbin i-a învins pe Shinsuke Nakamura, AJ Styles, Kevin Owens, Sami Zayn și Dolph Ziggler într-un Money in the Bank Ladder Match câștigând SmackDown Money in the Bank (29:45)
  - Corbin a câștigat meciul după ce a desfăcut valiza.

### 2018
Money in the Bank 2018 a avut loc pe data de 17 iunie 2018, evenimentul fiind gazduit de Allstate Arena
din Rosemont, Illinois.
- Kick-Off: The Bludgeon Brothers (Harper & Rowan) i-au învins pe Luke Gallows & Karl Anderson păstrându-și titlurile WWE SmackDown Tag Team Championship (7:00)
  - Harper l-a numărat pe Gallows după un «The Bludgeoning».
- Daniel Bryan l-a învins pe Big Cass (16:20)
  - Bryan l-a făcut pe Cass să cedeze cu un «Heel Hook».
- Bobby Lashley l-a învins pe Sami Zayn (6:35)
  - Lashley l-a numărat pe Zayn după trei «Vertical Suplex».
- Seth Rollins l-a învins pe Elias păstrându-și titlul WWE Intercontinental Championship (17:00)
  - Rollins l-a numărat pe Elias cu un «Roll-up».
- Alexa Bliss le-a învins pe Becky Lynch, Charlotte Flair, Ember Moon, Lana, Naomi, Natalya și Sasha Banks într-un Money in the Bank Ladder Match câștigând Women's Championship Money in the Bank (18:30)
  - Bliss a câștigat meciul după ce a desfăcut valiza din vârful ringului.
- Roman Reigns l-a învins pe Jinder Mahal (însoțit de Sunil Singh) (15:40)
  - Reigns l-a numărat pe Mahal după un «Spear».
  - În timpul meciului, Singh a intervenit în favoarea lui Mahal.
- Carmella a învins-o pe Asuka păstrându-și titlul SmackDown Women's Championship (11:10)
  - Carmella a numărat-o pe Asuka după un «Princess Kick».
- AJ Styles l-a învins pe Shinsuke Nakamura într-un Last Man Standing match păstrându-și titlul WWE Championship (31:15)
  - Styles a câștigat lupta după ce Nakamura nu sa mai putut ridica până la numărătoarea de 10 după un "Phenomenal Forearm" pe masa comentatorilor.
- Ronda Rousey a învins-o pe Nia Jax prin descalificare într-un meci pentru titlul WWE Raw Women's Championship (11:05)
  - Jax a fost descalificată după ce Alexa Bliss a intervenit și a lovit-o cu valiza.
- Alexa Bliss a învins-o pe Nia Jax încasând servieta Money in the Bank câștigând titlul WWE Raw Women's Championship (0:35)
  - Bliss a numărat-o pe Jax după un «Twisted Bliss».
- Braun Strowman i-a învins pe Finn Bálor, The Miz, Rusev, Bobby Roode, Kevin Owens, Samoa Joe și Kofi Kingston într-un Money in the Bank Ladder Match (20:00)
  - Strowman a câștigat lupta după ce a desfăcut valiza.

### 2019
Money in the Bank 2019 a avut loc pe data de 19 mai 2019, evenimentul fiind gazduit de XL Center
din Hartford, Connecticut.
- Kick-Off: The Usos (Jey Uso și Jimmy Uso) i-au învins pe Daniel Bryan și Rowan
  - Jimmy l-a numărat pe Bryan după un «Double Uso Splash».
- Bayley l-ea învins pe Carmella, Dana Brooke, Ember Moon, Mandy Rose (însoțită de Sonya Deville), Naomi, Natalya, și Nikki Cross într-un Money in the Bank Ladder Match 
  - Bayley a câștigat după ce a desfăcut valiza.
- Rey Mysterio l-a învins pe Samoa Joe (c) câștigând titlul WWE United States Championship
  - Mysterio l-a numărat pe Joe după un «Hurricanrana Pin».
  - După luptă, Joe l-a atacat pe Mysterio.
- Shane McMahon l-a învins pe The Miz într-un Steel cage match
  - McMahon a câștigat după ce a scăpat din cușcă.
- Tony Nese (c) l-a învins pe Ariya Daivari păstrându-și titlul WWE Cruiserweight Championship
  - Nese l-a numărat pe Daivari după un «Running Knee Strike».
- Becky Lynch (c) a învins-o pe Lacey Evans păstrându-și titlul WWE Raw Women's Championship 
  - Lynch a făcut-o pe Evans să cedeze după un «Dis-arm-her».
- Charlotte Flair a învins-o pe Becky Lynch (c) câștigând titlul WWE SmackDown Women's Championship
  - Flair a numărat-o pe Lynch după un «Big Boot».
  - În timpul luptei, Lacey Evans a intervenit în favoarea lui Charlotte.
- Bayley a învins-o pe Charlotte Flair (c) câștigând titlul WWE SmackDown Women's Championship
  - Bayley a numărat-o pe Lynch după un «Diving Elbow Drop».
  - Bayley a încasat servieta Money in the Bank.
- Roman Reigns l-a învins pe Elias
  - Reigns l-a numărat pe Elias după un «Spear».
- Seth Rollins (c) l-a învins pe AJ Styles păstrându-și titlul WWE Universal Championship
  - Rollins l-a numărat pe Styles după un «Curb Stomp».
  - După meci, ambii au dat mâna în semn de respect.
- Kofi Kingston (c) l-a învins pe Kevin Owens păstrându-și titlul WWE Championship 
  - Kingston l-a numărat pe Owens după un «Trouble in Paradise».
- Brock Lesnar (însoțit de Paul Heyman) i-a învins pe Ali, Andrade, Baron Corbin, Drew McIntyre, Finn Bálor, Randy Orton, și Ricochet într-un Money in the Bank Ladder Match
  - Lesnar a câștigat după ce a desfăcut valiza.
  - Înainte de luptă, Sami Zayn a fost atacat în backstage și Lesnar i-a înlocuit.

### 2020
Money in the Bank 2020 a avut loc pe data de 10 mai 2020, evenimentul fiind gazduit de WWE Performance Center
din Stamford, Connecticut.
- Kick-Off: Jeff Hardy l-a învins pe Cesaro (13:30)
  - Hardy l-a numărat pe Cesaro după un «Swanton Bomb».
- The New Day (Big E și Kofi Kingston) (c) i-au învins pe The Forgotten Sons (Steve Cutler and Wesley Blake) (însoțiți de Jaxson Ryker), The Miz și John Morrison, și Lucha House Party (Gran Metalik și Lince Dorado) păstrându-și campionatele WWE SmackDown Tag Team Championship (12:00)
  - Big E l-a numărat pe Metalik după un «Big Ending».
- Bobby Lashley l-a învins pe R-Truth (1:40)
  - Lashley l-a numărat pe Truth după un «Spear».
- Bayley (c) (însoțită de Sasha Banks) a învins-o pe Tamina păstrându-și titlul WWE Cruiserweight Championship (10:30)
  - Bayley a numărat-o pe Tamina cu un «Roll up».
  - În timpul luptei, Banks a intervenit în favoarea lui Bayley.
- Braun Strowman (c) l-a învins pe Bray Wyatt păstrându-și titlul WWE Universal Championship (10:55)
  - Strowman l-a numărat pe Wyatt după un «Running Powerslam».
- Drew McIntyre (c) l-a învins pe Seth Rollins păstrându-și titlul WWE Championship (19:20)
  - McIntyre l-a numărat pe Rollins după un «Claymore».
- Asuka l-ea învins pe Carmella, Dana Brooke, Lacey Evans, Nia Jax și Shayna Baszler într-un Money in the Bank Ladder Match (22:00)
  - Asuka a câștigat după ce a desfăcut valiza.
- Otis i-a învins pe AJ Styles, Aleister Black, Daniel Bryan, King Corbin și Rey Mysterio într-un Money in the Bank Ladder Match (27:15)
  - Otis a câștigat după ce Styles a scăpat valiza după ce o desfăcuse.

### 2021
Money in the Bank 2021 a avut loc pe data de 18 iulie 2021, evenimentul fiind gazduit de Dickies Arena
din Fort Worth, Texas.
- Kick-Off: The Usos (Jey Uso & Jimmy Uso) i-au învins pe The Mysterios (Dominik & Rey Mysterio) câștigând campionatele WWE SmackDown Tag Team Championship (11:25)
  - Jimmy l-a numărat pe Rey cu un «Roll-Up» în timp ce era sprijinit de Jey.
- Nikki A.S.H. l-ea învins pe Liv Morgan, Zelina Vega, Natalya, Tamina, Asuka, Naomi și Alexa Bliss câștigând Women's Money in the Bank Ladder Match (15:45)
  - Nikki a câștigat după ce a desfăcut valiza.
- AJ Styles și Omos (c) i-au învins pe The Viking Raiders (Erik & Ivar) păstrându-și campionatele WWE Raw Tag Team Championship (12:55)
  - Omos l-a numărat pe Erik după un «Chokebomb».
- Bobby Lashley (c) (însoțit de MVP) l-a învins pe Kofi Kingston (însoțit de Xavier Woods) păstrându-și titlul WWE Championship (7:35)
  - Lashley l-a lăsat inconștient pe Kingston cu un «Hurt Lock».
- Charlotte Flair a învins-o pe Rhea Ripley (c) câștigând titlul WWE Raw Women's Championship (16:50)
  - Flair a făcut-o pe Ripley să cedeze cu «Figure-Eight».
- Big E i-a învins pe Drew McIntyre, John Morrison, Kevin Owens, King Nakamura, Ricochet, Riddle și Seth Rollins câștigând valiza Men's Money in the Bank Ladder Match (17:40)
  - Big E a câștigat după ce a desfăcut valiza.
  - În timpul luptei, Jinder Mahal, Shanky & Veer l-au atacat pe McIntyre.
- Roman Reigns (c) (însoțit de Paul Heyman) l-a învins pe Edge păstrându-și titlul WWE Universal Championship (33:10)
  - Reigns l-a numărat pe Edge după un «Spear».
  - În timpul luptei, The Usos au intervenit în favoarea lui Reigns dar au fost opriți de către Dominik & Rey Mysterio.
  - În timpul luptei, Seth Rollins l-a atacat pe Edge.
  - După încheierea luptei, John Cena și-a făcut revenirea și l-a confruntat pe Reigns.

### 2022
Money in the Bank 2022 a avut loc pe data de 2 iulie 2022, evenimentul fiind gazduit de MGM Grand Garden Arena
din Paradise, Nevada.
- Liv Morgan l-ea învins pe Alexa Bliss, Asuka, Becky Lynch, Lacey Evans, Raquel González și Shotzi câștigând Women's Money in the Bank Ladder Match (16:35)
  - Morgan a câștigat după ce a desfăcut valiza.
- Bobby Lashley l-a învins pe Austin Theory (c) câștigând titlul WWE United States Championship (11:05)
  - Lashley l-a făcut pe Theory să cedeze cu un «Hurt Lock».
- Bianca Belair (c) a învins-o pe Carmella păstrându-și titlul WWE Raw Women's Championship (7:10)
  - Belair a numărat-o pe Carmella după un «KOD».
- The Usos (Jey Uso și Jimmy Uso) (c) i-a învins pe The Street Profits (Angelo Dawkins și Montez Ford) păstrându-și titlurile Undisputed WWE Tag Team Championship (23:00)
  - Jimmy l-a numărat pe Ford după un «3D».
- Ronda Rousey (c) a învins-o pe Natalya păstrându-și titlul WWE SmackDown Women's Championship (12:30)
  - Rousey a făcut-o pe Natalya să cedeze cu un «Armbar».
- Liv Morgan a încasat valiza Money in the Bank învingând-o pe Ronda Rousey (c) și câștigând titlul WWE SmackDown Women's Championship (0:35)
  - Morgan a numărat-o pe Rousey cu un «Roll-Up».
- Austin Theory i-a învins pe Drew McIntyre, Madcap Moss, Omos, Riddle, Sami Zayn, Seth "Freakin" Rollins și Sheamus câștigând valiza Men's Money in the Bank Ladder Match (25:25)
  - Theory a câștigat după ce a desfăcut valiza.
  - Înaintea luptei, Adam Pearce l-a anunțat pe Theory ca ultimul participant al meciului.

### 2023
Money in the Bank 2023 a avut loc pe data de 1 iulie 2023, evenimentul fiind gazduit de The O2 Arena
din Londra, Marea Britanie.
- Damian Priest i-a învins pe Butch, LA Knight, Logan Paul, Ricochet, Santos Escobar și Shinsuke Nakamura câștigând valiza Men's Money in the Bank Ladder Match (20:25)
  - Priest a câștigat după ce a desfăcut valiza.
- Liv Morgan și Raquel Rodriguez le-au învins pe Ronda Rousey și Shayna Baszler (c) câștigând titlurile WWE Women's Tag Team Championship (9:00)
  - Morgan a numărat-o pe Rousey după un «Texana Bomb» a lui Rodriguez și un «ObLIVion».
  - În timpul luptei, Baszler a atacat-o pe Rousey.
- Gunther (c) l-a învins pe Matt Riddle păstrându-și titlul WWE Intercontinental Championship (7:45)
  - Gunther l-a făcut pe Riddle să cedeze cu un «Ankle Lock».
  - După luptă, Drew McIntyre și-a făcut revenirea și l-a atacat pe Gunther cu un «Claymore Kick».
- Cody Rhodes l-a învins pe Dominik Mysterio (însoțit de Rhea Ripley) (8:40)
  - Rhodes l-a numărat pe Dominik după un «Cross Rhodes».
- Iyo Sky l-ea învins pe Bayley, Becky Lynch, Trish Stratus, Zelina Vega și Zoey Stark câștigând Women's Money in the Bank Ladder Match (18:05)
  - Sky a câștigat după ce a desfăcut valiza.
- Seth «Freakin» Rollins (c) l-a învins pe Finn Bálor păstrându-și titlul World Heavyweight Championship (12:30)
  - Rollins l-a numărat pe Balor după un «Curb Stomp».
  - În timpul meciului, Damian Priest a stat la marginea ringului cu servieta sa Money in the Bank în mână, distrăgându-l pe Bálor.
- The Usos (Jey Uso și Jimmy Uso) (c) i-au învins pe The Bloodline (Roman Reigns & Solo Sikoa) (însoțiți de Paul Heyman) (32:10)
  - Jimmy l-a numărat pe Reigns după un «Uso Splash».
  - Aceasta a fost prima dată când Reigns a primit o numărătoare de 3 din decembrie 2019, când a fost numărat de Baron Corbin.